# Ethan Nwaneri
Ethan Nwaneri, né le 21 mars 2007 à Londres en Angleterre, est un footballeur anglais qui évolue au poste d'ailier droit  à l'Arsenal FC.

## Biographie

### En club
Né à Londres en Angleterre de parents originaires du Nigeria, Ethan Nwaneri est formé par le Arsenal FC. Présenté comme l'un des joueurs les plus prometteurs de l'académie, Nwaneri est souvent surclassé dans les différentes catégories de jeunes, étant notamment titulaire avec les moins de 16 ans alors qu'il n'a que 14 ans. Il joue pour l'équipe des moins de 18 ans du club au début de la saison 2022-2023 mais ses prestations lui permettent d'être appelé avec l'équipe réserve en septembre 2022, à seulement 15 ans.
En septembre 2022, il intègre pour la première fois l'équipe première entraînée par Mikel Arteta. Il fait alors ses débuts en professionnel le 18 septembre 2022, à l'occasion d'une rencontre de Premier League face au Brentford FC. Il entre en jeu en fin de match à la place de Fábio Vieira lors de ce match remporté par les gunners sur le score de trois buts à zéro,. Cette apparition, à 15 ans et 181 jours fait de lui le plus jeune joueur de l'histoire de la Premier League, battant le record jusqu'ici détenu par Harvey Elliott et le record de tous les temps en première division anglaise détenu depuis août 1964 par Derek Forster (en),.
Le 28 mars 2024, le jeune milieu de terrain signe son premier contrat professionnel avec Arsenal. 
Nwaneri se fait remarquer le 25 septembre 2024 en marquant deux buts face au Bolton Wanderers, lors d'une rencontre de Coupe de la Ligue anglaise. Il s'agit de ses deux premiers buts en professionnel. Titulaire ce jour-là, il contribue à la victoire de son équipe par cinq buts à un,. 
Le 6 novembre 2024, il joue son premier match en Ligue des champions face à l'Inter Milan. Entré en jeu à la place de Leandro Trossard, il ne peut empêcher la défaite de son équipe par un but à zéro,. Le 23 novembre suivant, il inscrit son premier but en Premier League contre Nottingham Forest (victoire 3-0).
Le 4 janvier 2025, Ethan Nwaneri inscrit un but lors du match nul 1-1 des Gunners d'Arsenal contre Brighton & Hove, ce qui fait alors de lui le troisième joueur à inscrire au moins cinq buts en une saison avant l'âge de dix-huit ans, après Michael Owen en 1997-1998 et Wayne Rooney en 2002-2003. Plus tard ce même mois, le 29 janvier, il inscrit son premier but en Ligue des champions lors de la victoire de son équipe à Gérone.

### En sélection
Ethan Nwaneri représente l'Angleterre en sélection. Il commence avec l'équipe des moins de 16 ans avec laquelle il joue au total six matchs en 2022, et marque un but.
Nwaneri est retenu avec l'équipe d'Angleterre des moins de 17 ans afin de participer au Championnat d'Europe des moins de 17 ans en 2023. Durant ce tournoi il se met en évidence en marquant le but vainqueur de son équipe contre la Croatie (0-1 score final).
Avec cette même sélection il est également convoqué pour participer à la coupe du monde des moins de 17 ans  en 2023.
Toujours avec les moins de 17 ans, Nwaneri est de nouveau appelé pour participer  au Championnat d'Europe des moins de 17 ans en 2024. Lors de cette compétition il s'illustre dès le premier match, le 21 mai 2024 contre la France en marquant un but, contribuant à la victoire par quatre buts à zéro de son équipe.
Nwaneri fait sa première apparition avec l'équipe d'Angleterre espoirs le 21 mars 2025, jour de ses 18 ans, contre la France en entrant en jeu en fin de match à la place de James McAtee. Son équipe est battue par cinq buts à trois ce jour-là,.

### Style de jeu
Ethan Nwaneri est un milieu de terrain offensif décrit comme un "numéro 10" mais il peut également évoluer en tant qu'ailier que ce soit à gauche ou à droite. Gaucher, il est réputé pour la qualité de son pied et ses capacités physiques qui le rendent solide sur ses jambes avec un centre de gravité très bas. Il est également puissant et rapide avec un jeu très direct ce qui lui permet de perforer les défenses adverses.

## Statistiques

### En club
| Saison                | Club                  | Championnat           | Championnat | Championnat | Championnat | Coupe nationale | Coupe nationale | Coupe nationale | Coupe de la Ligue | Coupe de la Ligue | Coupe de la Ligue | Supercoupe | Supercoupe | Supercoupe | Compétition(s) continentale(s) | Compétition(s) continentale(s) | Compétition(s) continentale(s) | Compétition(s) continentale(s) | Total | Total | Total |
| Saison                | Club                  | Division              | M.          | B.          | P.d.        | M.              | B.              | P.d.            | M.                | B.                | P.d.              | M.         | B.         | P.d.       | Comp.                          | M.                             | B.                             | P.d.                           | M.    | B.    | P.d.  |
| 2022-2023             | Arsenal FC            | Premier League        | 1           | 0           | 0           | -               | -               | -               | -                 | -                 | -                 | -          | -          | -          | -                              | -                              | -                              | -                              | 1     | 0     | 0     |
| 2023-2024             | Arsenal FC            | Premier League        | 1           | 0           | 0           | -               | -               | -               | -                 | -                 | -                 | -          | -          | -          | -                              | -                              | -                              | -                              | 1     | 0     | 0     |
| 2024-2025             | Arsenal FC            | Premier League        | 26          | 4           | 2           | -               | -               | -               | 4                 | 3                 | 0                 | -          | -          | -          | C1                             | 7                              | 2                              | 0                              | 37    | 9     | 2     |
| Total sur la carrière | Total sur la carrière | Total sur la carrière | 28          | 4           | 2           | -               | -               | -               | 4                 | 3                 | 0                 | -          | -          | -          | -                              | 7                              | 2                              | 0                              | 39    | 9     | 2     |

## Palmarès

### En club
Avec Arsenal, il est vice-champion d'Angleterre en 2025.

### En sélection nationale
- Angleterre espoirs
  - Vainqueur du championnat d'Europe espoirs en 2025.